# Циртокліт
Циртоклі́т (лат. Cyrtoclytus Ganglbauer, 1881) — рід жуків з родини вусачів. в Українських Карпатах поширений лише один вид:
Циртокліт коза (Cyrtoclytus capra Germar, 1824)